# 堀見末子
堀見 末子（ほりみ まっす/すえこ、1876年 - 1966年）は、日本の土木技術者、都市計画家。明治期におもにアメリカ合衆国と台湾で活躍した。高知県佐川町出身。

## 経歴
高知中学校、熊本・第五高等学校 (旧制)工学部をへて、東京帝国大学工学部土木工学科に進学。同郷の広井勇に師事し、1902年（明治35年）卒業。卒業後は東京市市区改正委員会嘱託技師として1年間市区改正に従事ののち渡米する。
カンサスシティーのワデル・ヘドリック工務所で土木工事の設計と施工に6年間従事する。
1909年（明治43年）、在米のまま臨時台湾工事部に転任。1年間土木施設の調査活動を行い、翌年より台湾に着任、臨時台湾総督府工事部土木技師及び台湾総督府民政部土木課技師。1919年（大正7年）から、台湾電力株式会社技師長となり、日月湛水力発電所建設の監督指導を務めたが、事業破綻のため1925年（大正14年）、内地に引き上げた。
以降は、高知に隠棲。

## 業績等
- 明治橋（現・中山橋）木造床版を鉄網コンクリート改修、后里庄埠鉄橋他、后里に架設する数十の木造橋をすべてRC造に
- 台湾全島国土計画・全島道路網計画に参画
- 基隆港ビル建築群
- 新店渓堤防及び護岸工事
- 角板山道路
- 鮮澳花蓮港間道路（蘇花）道路
- 大安渓護岸工事

など多数